# Pallanuoto agli XI Giochi asiatici
L'XI torneo asiatico di pallanuoto si è disputato a Pechino dal 24 al 30 settembre 1990 nel contesto degli XI Giochi asiatici.
Il torneo si è svolto in due fasi: una fase preliminare a gironi ed una ad eliminazione diretta. I padroni di casa della Cina hanno vinto la rassegna per la quarta edizione consecutiva, sconfiggendo in finale il Giappone.

## Fase preliminare

### Gruppo A
| 24 settembre | Cina | 20 – 5 | Hong Kong |  |

| 24 settembre | Corea del Sud | 9 – 7 | Iran |  |

| 26 settembre | Cina | 12 – 1 | Iran |  |

| 26 settembre | Corea del Sud | 17 – 3 | Hong Kong |  |

| 27 settembre | Cina | 13 – 6 | Corea del Sud |  |

| 27 settembre | Iran | 19 – 3 | Hong Kong |  |

|    | Squadra       | Punti | G | V | N | P | GF | GS | Diff |
| -- | ------------- | ----- | - | - | - | - | -- | -- | ---- |
| 1. | Cina          | 6     | 3 | 3 | 0 | 0 | 45 | 12 | +33  |
| 2. | Corea del Sud | 4     | 3 | 2 | 0 | 1 | 32 | 23 | +9   |
| 3. | Iran          | 2     | 3 | 1 | 0 | 2 | 27 | 24 | +3   |
| 4. | Hong Kong     | 0     | 3 | 0 | 0 | 3 | 11 | 56 | -45  |

### Gruppo B
| 24 settembre | Singapore | 12 – 9 | Corea del Nord |  |

| 26 settembre | Giappone | 17 – 5 | Corea del Nord |  |

| 27 settembre | Giappone | 22 – 9 | Singapore |  |

|    | Squadra        | Punti | G | V | N | P | GF | GS | Diff |
| -- | -------------- | ----- | - | - | - | - | -- | -- | ---- |
| 1. | Giappone       | 4     | 2 | 2 | 0 | 0 | 39 | 14 | +25  |
| 2. | Singapore      | 2     | 2 | 1 | 0 | 1 | 21 | 31 | -10  |
| 3. | Corea del Nord | 0     | 2 | 0 | 0 | 2 | 14 | 29 | -15  |

## Fase finale

### 5º - 7º posto
| 29 settembre | Hong Kong | 3 – 24 | Corea del Nord |  |

| 30 settembre | Iran | 9 – 9 | Corea del Nord |  |

|    | Squadra        | Punti | G | V | N | P | GF | GS | Diff |
| -- | -------------- | ----- | - | - | - | - | -- | -- | ---- |
| 1. | Corea del Nord | 3     | 2 | 1 | 1 | 0 | 33 | 12 | +21  |
| 2. | Iran           | 3     | 2 | 1 | 1 | 0 | 28 | 12 | +16  |
| 3. | Hong Kong      | 0     | 2 | 0 | 0 | 2 | 6  | 43 | -37  |

Iran-Hong Kong disputata nel preliminare.

### Semifinali
| 29 settembre | Cina | 17 – 4 | Singapore |  |

| 29 settembre | Giappone | 13 – 7 | Corea del Sud |  |

### Finali

#### Medaglia di Bronzo
| 30 settembre | Corea del Sud | 9 – 8 | Singapore |  |

#### Medaglia d'Oro
| 30 settembre | Cina | 9 – 7 | Giappone |  |

## Classifica finale
| Pos.    | Squadra        |
| ------- | -------------- |
| Oro     | Cina           |
| Argento | Giappone       |
| Bronzo  | Corea del Sud  |
| 4       | Singapore      |
| 5       | Corea del Nord |
| 6       | Iran           |
| 7       | Hong Kong      |

## Fonti
- (EN) AASF - All Asian Games results (PDF), su asiaswimmingfederation.org. URL consultato il 16 marzo 2011 (archiviato dall'url originale l'11 agosto 2011).
- (EN) Todor66.com - Sport statistics Archive, su todor66.com.